# Giulio Morelli
Giulio Morelli (* 8. Mai 1915 in Padua; † 10. Mai 1985) ist ein italienischer Dokumentarfilmer und Filmregisseur.
Morelli schloss seine Schulzeit mit dem Bachelor of Arts ab, besuchte das Musik-Konservatorium „Santa Cecilia“ für ein Musikstudium und war am Centro Sperimentale di Cinematografia eingeschrieben. Ab 1939 war er als Regieassistent, teilweise auch als Drehbuchautor, für v. a. Mario Camerini tätig. Zwischen 1949 und 1953 drehte er vier Filme von minderem Interesse in eigener Regie, darunter der in den Vereinigten Staaten entstandene No Way Back. Zu Beginn der 1970er Jahre kehrte er mit Dokumentarfilmen in die Branche zurück.

## Filmografie (Auswahl)
- 1949: La roccia incantata
- 1972: I cantastorie (Dokumentarfilm)